# Setge de La Vaur (1211)
El setge de La Vaur és una operació militar de Simó de Montfort amb l'ajut de la Companyia Blanca del bisbe Folquet de Marsella, durant les seves campanyes per conquerir el comtat de Tolosa durant la Croada albigesa.

## Motius del setge
El 1181, el papa Alexandre III havia encarregat a Enric de Marcy, abat de Claravall i cardenal d'Albano a combatre el catarisme amb el suport del comte Ramon V de Tolosa.
La ciutat de La Vaur, que pertanyia als Trencavell, va ser assetjada per haver donat refugi als càtars i Adelaida, esposa de Roger II Trencavell, finalment va haver d'obrir les seves portes i entregar als dos bisbes càtars que s'havien refugiat allí. Aquests bisbes van d'haver d'abjurar  i el cardenal d'Albano es va quedar satisfet, sense sospitar que l'heretgia podia esclatar de nou més endavant.
A partir de llavors la ciutat va quedar sota el control dels comtes de Tolosa i l'any 1211 passa a mans d'una vídua, Giralda de Laurac, més coneguda com la Dama Guiralda i la ciutat va tornar a ser un important centre càtar.
Per altra banda, Simó de Montfort acabava de completar la conquesta del vescomtat de Trencavell amb les captures de Menerba, Tèrme i Cabaret', i decideix atacar al comtat de Tolosa. A més, un dels senyors occitans que li havien prestat homenatge, Eimeric de Montreal, germà de Giralda, es va rebel·lar i es va refugiar a La Vaur.
Simó de Montfort té el reforç de les tropes de Pere II de la Chapelle, bisbe de París, i d'Enguerrand III de Coucy, que van vindre a participar en la croada.

## El setge
Giralda de Laurac va demanar ajuda al seu senyor, el comte Ramon VI de Tolosa, que l'envia al seu majordom Raymond de Ricaud, amb alguns cavallers i tropes.
Simó de Montfort va arribar a la ciutat amb el seu exèrcit a finals de març del 1211, però les petites dimensions del seu exèrcit no li permet envoltar totalment la ciutat i només la pot atacar per un costat. No va ser fins a l'arrivada de la Germandat Blanca  que va poder completar el setge.
Un exèrcit de pelegrins alemanys i de Frísia va decidir anar a ajudar els croats però és atacat per Ramon Roger I de Foix al poble de Montgey i és completament destruït.
Durant el setge La Vaur va aguantant el constant bombardeig dels manganells i de les catapultes i té menjar i aigua suficient per soportar un llarg setge, però finalment es va obrir una bretxa a la muralla que va permetre que els soldats de Simó de Montfort entressin a la ciutat el 3 de maig del 1211.

## Conseqüències
Els croats van portar a la foguera a 400 càtars que estaven refugiats a la ciutat i van formar dos grups amb la guarnició que defensava la ciutat.
Per un costat estaven Eimeric de Montreal, que en el passat havia estat lleial a Simó de Montfort però que havia renunciat a la seva paraula per a defensar La Vaur, i vuitanta faïdits. La traïció d'Eimeric es tractava d'un delicte greu i Simó va ordenar el seu degollament i el dels 80 faïdits.
Per una altra banda, estaven Ramon de Ricaud, els soldats enviats de Tolosa com a reforç i els soldats de La Vaur. Com que tots ells només havien obeït el seu senyor, el comte Ramon VI de Tolosa, no podien ser acusats de delicte greu i van ser enviats a la presó i a Carcassona com a presoners de guerra.
El cas de Giralda va ser diferent. Malgrat que era vassalla de Ramon VI i, per tant, no podia ser acusada de delicte greu, els croats la van considerar heretge per haver ajudat als càtars. Va ser lliurada als croats que la van linxar i després la van ficar lligada dintre d'un pou profund on la van matar llençant-hi pedres a dintre.